# Diego Poyet
Diego Poyet González, né le 8 avril 1995 à Saragosse, est un footballeur uruguayen. Il évolue au poste de milieu de terrain

## Biographie

### En club
Diego Poyet signe son premier contrat professionnel avec Charlton en 2013, après avoir passé sept années dans l'académie du club. Il fait ses débuts avec le club le 21 janvier 2014 lors d'une rencontre de coupe contre Oxford United, en remplaçant Dale Stephens à la 81e minute. Il débute en championnat quelques semaines plus tard lors de la défaite de son équipe à Wigan. Grâce à ses performances remarquées, Diego Poyet devient un titulaire indiscutable de la fin de saison en jouant vingt matchs, et est même nommé Player of the year de son équipe. En fin de saison, son club annonce qu'il ne veut pas prolonger son contrat, et qu'il souhaite explorer d'autres pistes,.
Poyet rejoint le West Ham United le 8 juillet 2014, avec un contrat de quatre années à la clé. Son club formateur, Charlton, reçoit une compensation financière à la suite de ce transfert. Son père, alors manager de Sunderland, voulait recruter Diego, mais a finalement laissé cette idée car le fait que son fils faisait partie de l'équipe pouvait créer des conflits. Il débute avec son nouveau club le 23 août, lors de la victoire à Crystal Palace.
Le 7 novembre, il rejoint Huddersfield Town, en Championship pour un mois en prêt. C'est son ancien entraîneur à Charlton, Chris Powell, qui l'a convaincu de le rejoindre. Il débute le 22 novembre contre Sheffield Wednesday. Il joue le match suivant contre Bolton mais n'est pas dans le groupe pour le troisième match. Il revient alors à West Ham, où il dispute deux autres matchs jusqu'à la fin de la saison.
Le 23 juillet, après avoir remplacé Kevin Nolan, il inscrit son penalty lors de la séance de tirs au but contre le Birkirkara FC pour la qualification pour le troisième tour de qualification de la Ligue Europa 2015-2016. Le 19 août, il rejoint  en prêt Milton Keynes Dons en deuxième division. Il fait ses débuts trois jours plus tard à l'occasion d'un match à Reading. En janvier 2016, il est prêté au Charlton Athletic.

### En équipe nationale
Né en Espagne de parents uruguayens, Poyet arrive en Angleterre lorsque son père Gustavo signe pour Chelsea en 1997. Il peut alors jouer pour les deux pays,. Il se sent alors comme Anglais, mais ne veut pas tourner le dos à une éventuelle sélection avec l'Uruguay.
Il joue avec l'équipe des moins de 16 ans et des moins de 17 ans anglaise, et participe à un stage avec les moins de 19 ans en mai 2014. Il est appelé avec l'Angleterre U20 pour un match contre la Roumanie en septembre 2014, mais il est retiré de la liste des joueurs juste avant le match. L'entraîneur Aidy Boothroyd justifia ce choix en disant que Poyet n'avait pas choisi la nation qu'il souhaitait représenter.
En février 2015, l'Association uruguayenne de football annonce qu'elle a l'intention d'appeler Diego Poyet pour deux matchs amicaux, en vue de la Coupe du monde U20 2015. Le 26 mars 2015, il fait ses débuts avec l'Uruguay U20 en remplaçant Mauro Arambarri lors d'un match amical contre la France à Clairefontaine. Il dispute les quatre matchs de l'Uruguay lors de la Coupe du monde, après avoir joué un total de six matchs amicaux.

### Vie personnelle
Il est le fils de Gustavo Poyet, un ancien international uruguayen. Il naît à Saragosse car son père jouait alors pour le Real Saragosse.
Son grand-père, Washington Poyet, était un joueur de basket-ball, capitaine de l'équipe d'Uruguay. L'oncle de Diego, Marcelo, a lui aussi été un joueur de basket professionnel.

## Statistiques
| Saison                | Club                         | Championnat           | Championnat | Championnat | Coupe nationale | Coupe nationale | Coupe de la Ligue | Coupe de la Ligue | Compétition(s) continentale(s) | Compétition(s) continentale(s) | Compétition(s) continentale(s) | Sélection   | Sélection | Sélection | Total | Total |
| Saison                | Club                         | Division              | M.          | B.          | M.              | B.              | M.                | B.                | Comp.                          | M.                             | B.                             | Équipe      | M.        | B.        | M.    | B.    |
| 2013-2014             | Charlton Athletic FC         | Championship          | 20          | 0           | 3               | 0               | -                 | -                 | -                              | -                              | -                              | -           | -         | -         | 23    | 0     |
| Sous-total            | Sous-total                   | Sous-total            | 20          | 0           | 3               | 0               | -                 | -                 | -                              | -                              | -                              | -           | -         | -         | 23    | 0     |
| 2014-2015             | West Ham United FC           | Premier League        | 3           | 0           | 1               | 0               | 1                 | 0                 | -                              | -                              | -                              | Uruguay U20 | 10        | 0         | 15    | 0     |
| 2014                  | Huddersfield Town (prêt)     | Championship          | 2           | 0           | -               | -               | -                 | -                 | -                              | -                              | -                              | -           | -         | -         | 2     | 0     |
| 2015-2016             | West Ham United FC           | Premier League        | 0           | 0           | -               | -               | -                 | -                 | C3                             | 5                              | 0                              | -           | -         | -         | 5     | 0     |
| 2015-2016             | Milton Keynes Dons FC (prêt) | Championship          | 8           | 0           | -               | -               | 2                 | 0                 | -                              | -                              | -                              | -           | -         | -         | 10    | 0     |
| Sous-total            | Sous-total                   | Sous-total            | 13          | 0           | 1               | 0               | 3                 | 0                 | -                              | 5                              | 0                              | -           | 10        | 0         | 32    | 0     |
| Total sur la carrière | Total sur la carrière        | Total sur la carrière | 33          | 0           | 4               | 0               | 3                 | 0                 | -                              | 5                              | 0                              | -           | 10        | 0         | 55    | 0     |

## Palmarès
Vierge